# Karujärv
Karujärv (hr. Medvjeđe jezero; Saaremaa Karujärv, Järumetsa järv, Järvemetsa järv) je jezero u Estoniji, smješteno u okrugu Saare na zapadom dijelu otoka Saaremaa. Nalazi se 4,5 km sjeverozapadno od naselja Kärla.
Obala je razvedena, a u jezeru se nalazi pet otoka. Obala je na jugu niska i blatna, dok su sjeveru mjestimično više, pjeskovite i šljunkovite. U jezeru živi nekoliko vrsta riba i rakova.
Jezero je pod zaštitom.